# Orden de Miloš el Grande
La Orden de Miloš el Grande (serbio: Орден Милоша Великог), era una Orden del Reino de Serbia, fundada en 1898 por el rey Alejandro I, fue nombrada en honor de Miloš Obrenović I, príncipe de Serbia, el líder de la segunda insurrección serbia contra los turcos, y fundador de la Casa Real de Obrenović. Fue creada para celebrar el 40.mo aniversario del retorno del prínicpe Milos al trono de Serbia. La orden fue suprimida en 1903 por el rey Pedro I, miembro de la Casa Real de Karadjordjevic, rival de la anterior.

## Categorías
La Orden consta de 4 clases:
- 1.er Grado: Gran Cruz
- 2.do Grado: Gran Oficial
- 3.er Grado: Comendador
- 4.to Grado: Oficial

## Descripción de los símbolos de la Orden
- La insignia de la Orden es un medallón de oro ovalado con el retrato esmaltado de Milos el Grande en su centro rodeado pñor borde ancho de esmalte azul con flores (en el lado izquierdo), y hojas y frutos de roble (en su mitad derecha) grabadas en plata. Sobre el mismo marco azul, por debajo del retrato, una cinta de esmalte blanco con la inscripción en cirílico "Цвети - 1815" o sea Domingo de Ramos de 1815 (el 24 de abril de 1815 comenzó en Takovo la segunda insurrección serbia contra los turcos). Sobre dicha cinta, y cubriendo la parte inferior del retrato, la figura en relieve de un águila bicéfala cargada de un escudo de esmalte rojo sobre el pecho (blasón de Serbia). En el mismo borde azul, por encima del retrato, el monograma "M" en dorado. El medallón está superado por una corona de príncipe con la que se unirá -por intermedio de un anillo- a la cinta o banda de la orden.

- Al reverso del medallón (insignia), grabado en relieve, la imagen compuesta: En la parte inferior, un cartucho con el año de institución de la Orden, "1898"; por encima el monograma "M" coronado y rodeado de ramas de roble y laurel; arriba de él, el estandarte de la cruz por sobre el que el sol se levanta amaneciendo; sobre el todo, una inscripción en arco que reza: "Milos es grande".

- La placa de la Orden tiene forma de estrella radiante de plata y contiene en su centro el medallón oval (insignia) de la que salen 12 rayos cortos (cada uno con 3 puntas, la del centro más prominente) formados alternadamente: 6, de hileras de escamas o bolitas, y los otros 6 de barras diedras rectas.

- La cinta es de muaré de seda de color celeste que, en el caso de la banda, posee un rosetón formado por la misma tela plegada.